# José de la Mar
José Domingo de la Mar y Cortázar  (Cuenca, provincia de Quito, 12 de mayo de 1776-Cartago, República Federal de Centroamérica, 11 de octubre de 1830) fue un militar y político peruano, originario del corregimiento de Cuenca, provincia de Quito. Gran mariscal del Perú, llegó a ocupar en dos ocasiones el alto mando de la nación peruana: primero, durante los años de 1822 a 1823, como jefe de una Junta Gubernativa; y después, entre 1827 y 1829, como presidente constitucional. En ambas ocasiones fue elegido por el Congreso de la República del Perú. Es considerado por la mayoría de historiadores y tratadistas como el primer presidente constitucional de la República del Perú, ya libre de toda influencia extranjera (luego de las elecciones de 1827), ya que, si bien el primero en usar el título de presidente de la república fue José de la Riva Agüero en 1823, el gobierno de este fue de facto, mas no constitucional. Presidió también por breve tiempo el Consejo de Gobierno, durante la dictadura de Simón Bolívar de 1826.
Como militar participó en la guerra de la Independencia española y posteriormente luchó en el Perú, primero en el ejército realista, para pasar luego a las filas patriotas, contribuyendo decisivamente a la victoria final en Ayacucho. Durante su gobierno de 1827 a 1829, sufrió una tenaz oposición política, por obra de sus viejos camaradas de la guerra de la independencia que ambicionaban el poder. Comandó a las tropas peruanas durante la guerra contra la Gran Colombia; pero fue derrocado en pleno conflicto por el general Agustín Gamarra y desterrado a Costa Rica, donde falleció poco después.

## Primeros años
Nació en Cuenca, provincia de Quito, en el actual Ecuador, el 12 de mayo de 1776. Sus padres fueron el vizcaíno Marcos La Mar Migura, administrador de las Cajas Reales de Guayaquil y Cuenca, y la dama guayaquileña Josefa Paula Cortázar y Lavayen, hermana de José Ignacio Cortázar y Lavayen y Francisco Cortázar y Lavayen, obispo de Cuenca y gobernador de Jaén de Bracamoros, respectivamente. Sus primeros años los desenvolvió en Guayaquil, puerto que desde 1803 había vuelto al Virreinato del Perú, con el que mantenía poderosas relaciones comerciales, por lo cual La Mar se consideró peruano desde el momento en que se independizó el Perú, pese a que posteriormente la Gran Colombia se anexó esa provincia. De cualquier manera, la circunstancia de su nacimiento sirvió a sus enemigos en el Perú para desacreditarlo como extranjero en varias ocasiones.
A los 2 años de edad fue enviado a España en compañía de su tío, Francisco Cortázar y Lavayen, y estudió en el Colegio de Nobles de Madrid. En España, transcurrió el resto de su infancia y su juventud.

## Carrera militar en España
Ingresó al ejército español, como subteniente del Regimiento de Saboya. En 1794 participó en la campaña del Rosellón contra la Primera República Francesa bajo las órdenes del limeño conde de la Unión, por lo que fue ascendido a capitán (1795).
Participó después en diversas acciones militares contra la Francia revolucionaria, y era ya teniente coronel al momento de producirse en España la guerra nacional contra la invasión napoleónica (1808). Combatió en la defensa de Zaragoza bajo las órdenes de José de Palafox y Melci (1808-1809). Cayó gravemente herido, y aunque aquella plaza finalmente capituló, mereció el título de “benemérito de la patria en grado heroico” y el ascenso a coronel.
En 1812 fue transferido al frente de Valencia, que dirigía el general Joaquín Blake, y mandó una columna de 4.000 granaderos veteranos (la llamada “columna La Mar”). Nuevamente fue herido, siendo trasladado al hospital de Tudela, donde fue apresado por los franceses. No bien se recuperó el mariscal Soult lo condujo prisionero a Francia y confinado en el castillo de Semur (Borgoña), donde se dedicó a estudiar a los clásicos de la cultura francesa. Al cabo de un tiempo logró fugar, en compañía del brigadier Juan María Muñoz y Manito; atravesó Suiza y el Tirol y llegó al puerto de Trieste, sobre el mar Adriático, donde se embarcó de vuelta a España.

## Al servicio del Virreinato del Perú
Por entonces Fernando VII había sido restituido en el trono español y reimplantado el absolutismo en la península. Dicho soberano premió a La Mar por sus servicios, ascendiéndole a la clase de brigadier (1815) y nombrándole caballero de la Orden de San Hermenegildo. Enseguida lo envió a Lima como Subinspector general del Virreinato del Perú, anejo al cual estaba la gobernación de la Fortaleza del Real Felipe del Callao.
Llegado al Perú, La Mar tomó la posesión de su cargo, en noviembre de 1816. El Virreinato del Perú se encontraba entonces asediado por los patriotas de Buenos Aires, que trataban de ganar el Alto Perú, donde eran mantenidos a raya por las fuerzas del virrey José Fernando de Abascal.
Por esos días Abascal fue sustituido por Joaquín de la Pezuela, con quien La Mar trabó buenas relaciones, estando siempre presente en todas las juntas de guerra reunidas para organizar la defensa militar del Virreinato. En julio de 1818 le fue denunciada una conspiración, en cuyos planes se preveía la liberación de los detenidos patriotas y la captura de las fortalezas del Callao y debió dictar las medidas que hicieron fracasar tal complot. En marzo de 1819, una escuadra patriota procedente de Chile y bajo el mando del almirante Thomas Cochrane inició el bloqueo del Callao, y tras un ligero combate se retiró con algunas presas realistas. Dicha escuadra volvió a amenazar el puerto en septiembre de ese año. Previsor y sereno se mostró La Mar durante aquella emergencia, y en diciembre del mismo año mereció ser promovido a mariscal de campo.
Obligado a permanecer en la fortaleza del Callao, La Mar afrontó un nuevo bloqueo de la Escuadra Libertadora desde octubre de 1820. No se sabe qué papel le cupo en el motín de Aznapuquio en el que los oficiales españoles derrocaron al virrey Pezuela. Por su grado debió ser elegido para reemplazarlo; el hecho es que se nombró nuevo virrey a José de la Serna (enero de 1821).
Cuando se produjo el avance de los patriotas hacia Lima, La Serna y los realistas abandonaron la capital el 6 de junio de 1821, quedando La Mar con la orden de continuar con la defensa de la Fortaleza del Callao, a la espera de refuerzos. Sitiado por mar y por tierra, La Mar rechazó todos los ataques patriotas, hasta que en septiembre de ese año, llegó desde la sierra el general realista José de Canterac, quien acampó en el Callao tras una maniobra temeraria a la vista del ejército patriota. Antes de retornar a la sierra, Canterac dejó a La Mar provisiones para tres días, aunque no se sabe exactamente lo que acordaron en lo referente a la defensa del fuerte chalaco.
Lo cierto es que La Mar, ante la carencia de provisiones y de armas, a lo que naturalmente se sumaría sus sentimientos de criollo y su vieja amistad con San Martín (a quien conocía desde los días de la guerra de la Independencia española), poco después se rindió y firmó la capitulación del Callao (19 de septiembre de 1821), cuyos fuertes pasaron a poder de los patriotas.
La Mar juzgó que ya había cumplido su compromiso de servir a la causa del rey; en consecuencia, renunció al grado y las condecoraciones que el monarca le otorgara; y el 26 de octubre se incorporó a las fuerzas patriotas, con la clase de General de División.

## Presidente de la Junta Gubernativa (1822-1823)

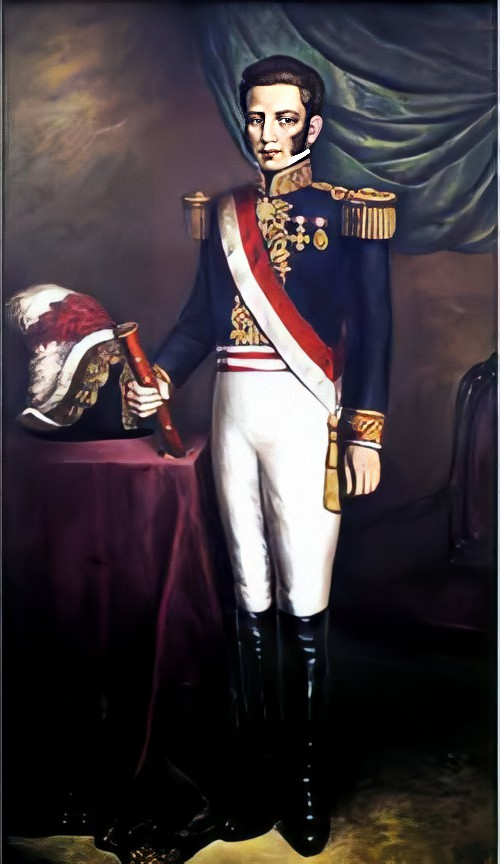
José de La Mar (Presidente de la Junta Gubernativa) (1822-1823)

Convenientemente decidido por la causa de la independencia, La Mar viajó a la ciudad de Guayaquil a visitar a su familia y, estando allí, la Junta de Guayaquil, lo nombró en diciembre de 1821 comandante general de la provincia. Desde este cargo consiguió la capitulación del comandante realista Villegas, así como la entrega de las fragatas Prueba de 50 cañones y Venganza de 44 cañones y de la corbeta Alejandro, que puso a disposición del gobierno peruano y evitando a su vez que Lord Cochrane, que las había estado persiguiendo dispusiera de las mismas. En premio a tales servicios, el Supremo Delegado Torre Tagle lo reconoció como Gran Mariscal (22 de marzo de 1822). Guayaquil, sin embargo, fue tomada militarmente por Simón Bolívar, desconociendo a la Junta de Gobierno de la Provincia Libre de Guayaquil presidida por José Joaquín de Olmedo, no pudiendo impedir que fuese anexada a la Gran Colombia el 31 de julio de 1822, dado que San Martín retiro la orden para que las tropas de la Expedición auxiliadora de Santa Cruz a Quito, habiendo ya liberado Cuenca y Quito y aún bajo el mando supremo del general Sucre, pasen bajo su mando y marcharan a Guayaquil, para defender el interés declarado de los guayaquileños de permanecer dentro del Perú y el derecho peruano en esta provincia, ya sea por su aporte a la campaña del sur de la Gran Colombia o por haber sido una de las provincias del Virreinato del Perú.
Elegido diputado por el departamento de Puno, La Mar concurrió a la instalación del Primer Congreso Constituyente del Perú el 20 de septiembre de 1822; y al día siguiente fue elevado a la Presidencia de la Suprema Junta Gubernativa del Perú, cuerpo gubernamental creado por los diputados para suceder al gobierno protectoral de San Martín. Los otros integrantes de la Junta fueron Felipe Antonio Alvarado y Manuel Salazar y Baquíjano. Se le considera por ello a La Mar como el primer presidente constitucionalmente electo en el Perú, aunque lo haya sido en un cargo colegiado.
Siguiendo el plan que dejara San Martín, organizó la Primera Expedición a puertos intermedios contra los realistas que aún resistían en el sur peruano, pero dicha campaña terminó en fracaso y se le responsabilizó de ello. Además, se le acusó de mostrar pasividad frente a los realistas que ocupaban el centro del país. Todo ello hizo que el descontento contra la Junta fuera general y la opinión unánime fue establecer un gobierno unificado en un solo mandatario. El 26 de febrero de 1823, los generales del ejército acantonados en las cercanías de Lima ordenaron la prisión de La Mar y obligaron al Congreso a designar como primer Presidente de la República del Perú a José de la Riva Agüero. Este acto de insubordinación del ejército es conocido como el "Motín de Balconcillo" y marcó el inicio de la intromisión de los militares en la vida política del país.

## En la campaña final de la Independencia

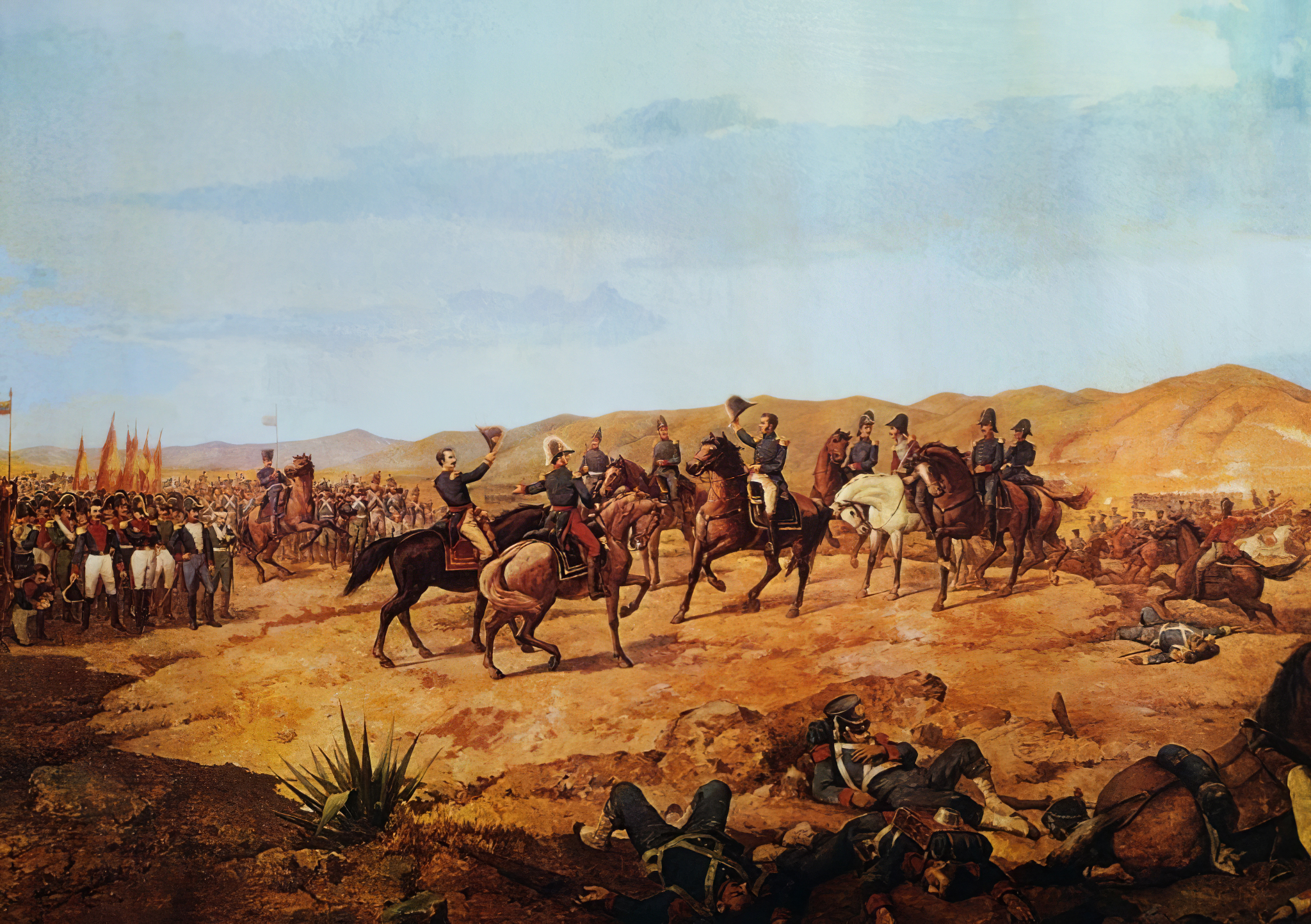
La batalla de Ayacucho, donde el Mariscal José de La Mar comando la División peruana y junto al Batallón de los LLaneros de Vargas al mando del General Venezolano Jacinto Lara cuya actuación decidió el triunfo patriota sobre los realistas.

Puesto en libertad, La Mar se dirigió a Chile y después a Guayaquil, donde contrajo matrimonio con doña Josefa Rocafuerte, perteneciente a una familia guayaquileña (era hermana de Vicente Rocafuerte, futuro Presidente de Ecuador).
Vista su trayectoria militar, el Libertador Simón Bolívar lo convocó y nombró General en Jefe de la División Peruana del Ejército Unido Libertador del Perú (26 de enero de 1824), con la misión de reorganizar las fuerzas patriotas en Trujillo, tarea que cumplió con eficaz éxito. Tomó luego parte en la victoriosa campaña de la sierra. Presenció la batalla de Junín, no llegando a participar en ella. Convenció a Sucre a dar la batalla de Ayacucho (9 de diciembre de 1824), donde su división (la Legión Peruana) sufrió el más rudo ataque del enemigo, pero su reacción finalmente decidió el triunfo sobre los realistas, lo cual fue reconocido por Sucre en el parte de batalla, por estas palabras:

"Cumplo el agradable deber de recomendar a la consideración del Libertador, a la gratitud del Perú y al respeto de todos los valientes de la tierra, la serenidad con que el señor general La Mar ha rechazado todos los ataques a su flanco y aprovechado el instante de decidir la derrota".

## Bajo la dictadura de Bolívar
En premio a su actuación se le entregó la hacienda Ocucaje, pero La Mar no la aceptó y la devolvió a su dueño. Aceptó, en cambio, integrar el Consejo de Gobierno constituido por Bolívar el 24 de febrero de 1825 para hacerse cargo del poder ejecutivo durante la estadía del Libertador en el Alto Perú. La Mar se hallaba entonces en Guayaquil y demoró mucho en ir a Lima a asumir la presidencia de dicho Consejo, hasta que por fin llegó y asumió la investidura el 5 de enero de 1826.
Cuando el Libertador volvió a Lima el 10 de febrero de 1826, La Mar le presentó su renuncia, que aquel se negó a admitir, concediéndole solo una licencia temporal por motivo de salud (al parecer sufría de un mal hepático). En uso de aquella licencia, el día 25 de febrero La Mar dejó la presidencia del Consejo en manos de Hipólito Unanue y se retiró a Guayaquil, desde donde insistió en su renuncia total, a tal punto que Bolívar se la aceptó por Decreto del 8 de junio, nombrando en su reemplazo al mariscal Andrés de Santa Cruz.
Refiriéndose a La Mar, Bolívar dijo en una ocasión que era el mejor hombre tanto en lo militar como en lo civil, pero que aborrecía el mando. Era verdad que el mariscal cuencano no sentía mayor apegó por el poder, llegando incluso a confesar que “hasta el nombre de presidente me asusta”.
Estando en Guayaquil, La Mar tuvo que soportar el dolor por la muerte de su esposa doña Josefa Rocafuerte. Se estableció en la hacienda que una hermana suya tenía en Bujío, con ánimo de alejarse de la vida política.

## Presidente Constitucional del Perú (1827-1829)

Retrato del Presidente La Mar (dibujo de fines del) Presidente Constitucional del Perú (1827-1829).

Tras el fin de la influencia bolivariana en el Perú, el 28 de febrero de 1827 se convocó las elecciones para el Congreso. La Mar fue elegido diputado por Huaylas y se preparó para volver a Lima. Pero sucedió entonces que una entusiasta población guayaquileña, enterada del retiro de las tropas grancolombianas del Perú, lo obligó prácticamente a asumir el mando como Jefe Político y Militar de la plaza de Guayaquil. Poco después recibió la noticia de su nombramiento por el Congreso de la República del Perú como Presidente Constitucional de la República (9 de junio de 1827). Su elección había sido impulsada por Francisco Xavier de Luna Pizarro, el sacerdote liberal y presidente del Congreso, quien veía en La Mar un militar idóneo para el gobierno republicano, por ser una persona desafecta al militarismo y al caudillaje. Su candidatura triunfó sobre la de Andrés de Santa Cruz, quien quedó muy descontento por el resultado de la elección.
La Mar salió de Guayaquil recién el 24 de julio, tras dejar en orden los asuntos de dicha provincia, y el 19 de agosto llegó a Chancay, desde donde se dirigió a Lima de incógnito. Buscaba evadir un fastuoso recibimiento. El 22 de agosto asumió por fin sus funciones como el presidente Constitucional del Perú, el primero libre de tutela extranjera.
Desde el primer momento de su gobierno se perfilaron como grandes opositores los militares Agustín Gamarra, Antonio Gutiérrez de la Fuente y Andrés de Santa Cruz, quienes formaron una especie de triunvirato, trabajando mancomunadamente por la caída del Presidente.
Tres fueron las conspiraciones sucesivas que tuvo que sofocar La Mar:
- La primera (diciembre de 1827), donde aparecieron complicados el jurista Manuel Lorenzo de Vidaurre (uno de los sostenedores de la candidatura de Santa Cruz) y el guerrillero Ignacio Quispe Ninavilca Santisteban.
- La segunda, promovida por el coronel Gaspar Alejandro Huavique (23 de abril de 1828), fue sofocada cuando el sargento mayor Felipe Santiago Salaverry dio muerte al conspirador, en duelo sostenido ante los soldados a quienes intentaba seducir.
- La tercera (mayo de 1828) dio origen a la dispersión de numerosos oficiales en apartadas guarniciones de provincia.

Las tres conspiraciones fueron atribuidas a las intrigas de Santa Cruz, cuyo alejamiento se dispuso nombrándolo ministro plenipotenciario en Chile; pero insistentemente se afirmaba entonces que ellas no eran sino episodios de una conspiración más vasta y profunda, en la cual se hallaban comprometidos Gamarra, Santa Cruz y La Fuente, y cuyo estallido parecía temporalmente diferido por los inminentes conflictos con Bolivia y Colombia.
Por si fuera poco, La Mar tuvo también que enfrentar una peligrosa sublevación de los indígenas de Iquicha, en la provincia de Huanta. Estos aún luchaban, nominalmente, bajo las banderas del Rey de España, y el 12 de noviembre de 1827 asaltaron y tomaron Huanta. Luego, avanzaron amenazadoramente sobre Huamanga pero fueron contenidos, y tras una cruenta campaña fueron finalmente sometidos.

### Obras y hechos importantes de su gobierno

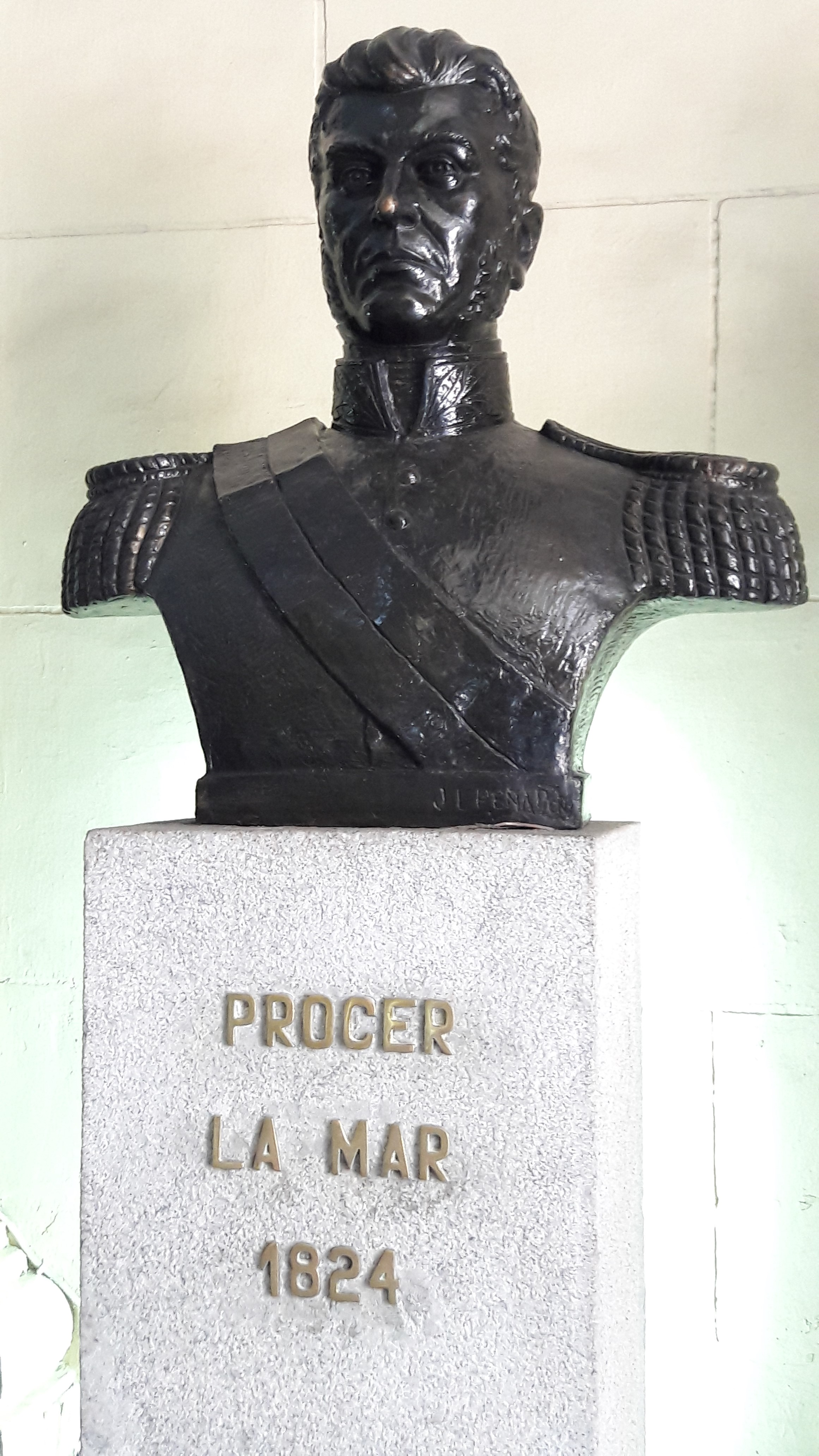
Efigie de La Mar en el Panteón de los Próceres en Lima.

1. Primer esbozo de Presupuesto. El ministro encargado de Hacienda, José de Morales y Ugalde, presentó al Congreso una extensa memoria de todo lo hecho dentro de su ramo en el pasado gobierno y una relación de las entradas y gastos públicos en 1827. Los gastos pasaban de cinco millones de pesos: de ellos, Guerra y Marina absorbían casi dos millones y medio.
2. Promulgación de la Constitución liberal de 1828. Pocos días después de instalarse el Segundo Congreso Constituyente en 1827, se declaró nula y sin vigor la Constitución Vitalicia jurada el año anterior, y en su reemplazo se dio la Constitución de 1828 cuya promulgación y juramento público se dispuso para el día 5 de abril de 1828, lo que tuvo que ser postergado para el día 18 de ese mes, por haber ocurrido el 30 de marzo un tremendo terremoto en Lima que dejó a la ciudad casi en ruinas. Y aunque sus bases fueron tomadas de la constitución de 1823, se las enriqueció con normas que la experiencia aconsejaba. En lo civil puso término a ciertos rezagos de la vida colonial, a saber: empleos hereditarios, mayorazgos, vinculaciones y privilegios. Se abolió la tortura y las penas infamantes y solo hubo pena de muerte en los casos de homicidio calificado. En lo político estableció: la elección indirecta del presidente y el vicepresidente, para un período de cuatro años, inmediatamente renovable; cámaras de senadores y diputados, cuya renovación se efectuaría cada dos años por tercios y mitades, respectivamente; creación de un Consejo de Estado, al cual se encargaba la misión de observar y asesorar al poder ejecutivo; creación de las Juntas Departamentales, como medio de satisfacer y atenuar las tendencias federalistas. Pero especialmente debe subrayarse que esa constitución liberal autorizó al Presidente de la República suspender las garantías constitucionales e investirse de facultades extraordinarias, por un tiempo determinado y con cargo de informar al Congreso acerca de las medidas adoptadas durante el ejercicio de dichas facultades. Finalmente, agregaremos que dicha Constitución ofreció el fomento de las industrias y la educación, la realización de estadísticas, la civilización de los indígenas y el apoyo a la inmigración, entre otras buenas intenciones que poco o nada se materializarían al correr del tiempo.
3. La ocupación de Bolivia y el Tratado de Piquiza. Bolivia se hallaba todavía bajo la órbita grancolombiana, con el mariscal Sucre a la cabeza como Presidente vitalicio. Sucedieron por entonces varios movimientos rebeldes en dicho país, en uno de los cuales resultó herido el mismo Sucre, quien tuvo entonces que delegar el poder en su Presidente del Consejo de Ministros, general José María Pérez de Urdininea. Gamarra, que tenía bajo su mando el poderoso ejército peruano del Sur, por voluntad propia invadió Bolivia el 1.º de mayo de 1828, con la manifiesta intención de salvar a dicho país de la amenaza de la anarquía y proteger la vida de Sucre, aunque su verdadera intención era expulsar a los grancolombianos y poner punto final al predominio bolivariano en dicho país. Tras un paseo triunfal por territorio boliviano, sin apenas hallar resistencia, firmó con el gobierno de Urdininea el Tratado de Piquiza (6 de julio de 1828), en el cual se acordó, entre otras cosas, el retiro de las tropas grancolombianas de Bolivia y la renuncia a la presidencia por parte de Sucre. Este hecho fue muy importante para el Perú, pues se eliminaba un peligroso frente en la guerra inminente con la Gran Colombia.

El mayor problema internacional que tuvo que enfrentar La Mar fue precisamente el enfrentamiento bélico con la Gran Colombia, artificial creación geopolítica que ya amenazaba con dividirse.

### Guerra con la Gran Colombia
Las relaciones del Perú con la Gran Colombia se deterioraron debido en parte a las diferencias fronterizas que mantenían ambos países (La Mar reclamaba Guayaquil, mientras que Bolívar pretendía las provincias de Tumbes, Jaén y Maynas), pero más que nada por la finalización de la influencia bolivariana en el Perú y la revocación de la Constitución Vitalicia en 1827, hechos que enfurecieron a Bolívar, pues veía como su proyecto federativo se desmoronaba. Y más aún, cuando se produjo la ocupación peruana de Bolivia en 1828 y la expulsión de Antonio José de Sucre, que igualmente pusieron fin a la influencia bolivariana en ese país.
El conflicto empezó como una guerra de papel entre ambos estados, es decir, por medio de la prensa se hicieron mutuas provocaciones e injurias. El Perú expulsó de Lima al diplomático colombiano Cristóbal Armero, mientras que en Bogotá no se recibió al diplomático peruano, José Villa, a quien se le extendieron sus pasaportes.  Acto seguido, Bolívar declaró la guerra al Perú el 3 de julio de 1828.  La Mar aceptó el reto y movilizó el ejército y marina peruanas contra la Gran Colombia. La marina peruana bloqueó la costa pacífica grancolombiana y ocupó el puerto de Guayaquil; por su parte el ejército peruano ocupó la provincia de Loja, en el sur grancolombiano (actual Ecuador).

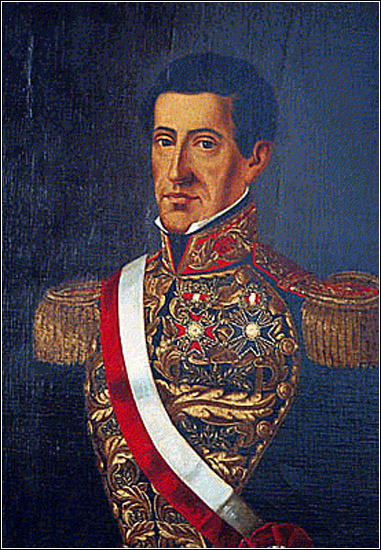
Mariscal Agustín Gamarra, cuya ambición lo empujó a derrocar al Presidente La Mar, ayudado por Antonio Gutiérrez de La Fuente.

Otra división del ejército peruano a órdenes del mariscal Agustín Gamarra marchó desde el sur del Perú hasta el teatro de las operaciones, con el propósito de auxiliar a La Mar. Ambos mariscales planearon tomar la ciudad de Cuenca, que era el lugar de nacimiento de La Mar y donde naturalmente este contaba con muchos partidarios. Las fuerzas peruanas sumaban en total 4500 soldados.
Mientras que Bolívar no pudo ir en persona al teatro de operaciones debido a la rebelión de los generales José María Obando e José Hilario López, por lo que ordenó al mariscal Sucre que desde Quito organizara la defensa del Sur de Colombia. El vencedor de Ayacucho, quien hacia poco había sido presidente de Bolivia, organizó un ejército con veteranos de la Independencia, entre los que se contó el general Juan José Flores (futuro presidente del Ecuador).
Los dos jefes peruanos, La Mar y Gamarra, no coordinaron bien sus movimientos y Sucre, actuando con su característica habilidad, en la madrugada del 13 de febrero de 1829 sorprendió el parque de artillería peruano en el pueblo de Saraguro y lo destrozó. A continuación, el mismo Sucre, al frente del grueso de su ejército (4500 hombres), acorraló y derrotó a una división de vanguardia del ejército peruano (integrada por unos 1000 soldados) en el lugar denominado Portete de Tarqui, cerca de Cuenca (27 de febrero de 1829). Dicha división peruana se hallaba aislada del grueso de su ejército, y pese a que poco después acudieron en su auxilio fuerzas al mando de La Mar y Gamarra, estas no pudieron restablecer la batalla y optaron por retirarse, tomando posiciones defensivas. Los grancolombianos intentaron perseguir a los peruanos, pero al ser rechazados por los Húsares del Perú, se aferraron también a sus posiciones.
Tarqui fue un revés para los peruanos pero no una derrota decisiva. Cada ejército quedó dueño de su terreno y esperaban que al día siguiente se reiniciara la lucha y se librara la batalla definitiva.  No obstante, una versión ecuatoriana considera a esta Batalla del Portete de Tarqui como un triunfo total del ejército grancolombiano (antecedente inmediato del ecuatoriano) y se ha consagrado el 27 de febrero como el Día del Ejército Ecuatoriano. Por su parte, los peruanos recuerdan el valor desplegado por sus soldados en Tarqui, que en número reducido (en una proporción de 1 a 4) resistieron vigorosamente el ataque masivo de todo el ejército colombiano hasta sucumbir gloriosamente.
La batalla final no se libró, pues La Mar, viendo que su situación era insostenible (se le agotaban sus municiones así como no podía maniobrar en ese territorio, muy accidentado), aceptó negociar con el adversario. Fue así como al día siguiente, 28 de febrero, se firmó el Convenio de Girón, por el cual se establecía el retiro de las tropas peruanas del territorio colombiano que habían ocupado (es decir Guayaquil y Loja). Los grancolombianos reconocían implícitamente como peruanas a las provincias de Tumbes, Jaén y Maynas, al no reclamarlas en ese momento.
Pero sucedió entonces que Sucre, al redactar el parte de guerra y el decreto de premios expedido para los vencedores de Tarqui, tuvo expresiones que fueron consideradas falsas y ofensivas por los peruanos. Mandó, por ejemplo, que en el campo de combate se erigiera una columna en la que se leería en letras de oro lo siguiente:

“El ejército peruano de ocho mil soldados que invadió la tierra de sus libertadores fue vencido por cuatro mil bravos de Colombia el veinte y siete de febrero de mil ochocientos veinte y nueve”.

La Mar protestó en carta que dirigió a Sucre. Aclaró que el ejército peruano sólo sumaba cuatro mil quinientos hombres y no ocho mil (cifra notoriamente abultada); que en Tarqui fue derrotada nada más que la vanguardia peruana, la cual no ascendía o llegaba apenas a mil hombres; que en vano el ejército peruano esperó el ataque final del ejército grancolombiano, después de que los Húsares del Perú rechazaran la carga del prestigioso batallón colombiano Cedeño. También señaló la valiosa y decisiva contribución peruana en las batallas de Junín y Ayacucho, como respuesta al reproche de que el Perú se mostraba desagradecido ante sus “libertadores”.  De otro lado, los oficiales grancolombianos actuaron con salvajismo, fusilando a un buen número de los prisioneros peruanos, y enrolando a la fuerza a otro grupo de cautivos. Por todo ello, La Mar decidió suspender el Convenio de Girón hasta que se retiraran los agravios y corrigieran los excesos. Aunque Bolívar calificó de “quejas de vieja” las observaciones de La Mar, para cualquier testigo neutral sería innegable que le asistía toda la razón al presidente del Perú.

### Derrocamiento
La Mar estaba dispuesto a continuar la guerra, pero fue entonces cuando un grupo de oficiales peruanos lo apresaron en Piura, en la noche del 7 de junio de 1829. Dichos militares portaban una carta de Gamarra para La Mar, donde aquel le pedía su renuncia como consecuencia de la derrota frente a Sucre. La Mar se negó a hacerlo, y de inmediato lo trasladaron al puerto de Paita, donde en la madrugada del día 9 lo embarcaron junto con el coronel Pedro Pablo Bermúdez y seis esclavos negros, en una miserable goleta llamada "Las Mercedes", con destino a Costa Rica. Las razones que arguyó Gamarra para dar el golpe de Estado fueron: el hecho de ser La Mar un “extranjero” en el Perú (lo cual era falso, pues La Mar era peruano tanto por voluntad propia como de acuerdo a ley), y que su elección por el Congreso había nacido de un arreglo tramado por Luna Pizarro (lo cual es discutible).
Gamarra planeó el golpe con el apoyo del general Antonio Gutiérrez de la Fuente, quien en Lima se encargó de derrocar al encargado del mando, Manuel Salazar y Baquíjano. Le apoyaba además el presidente de Bolivia, Andrés de Santa Cruz. Estos tres personajes —Gamarra, La Fuente y Santa Cruz— formaron una especie de triunvirato, cuyas maquinaciones posibilitaron la caída de La Mar.
Gamarra, ya asentado en el poder, arregló un armisticio con la Gran Colombia y finalmente firmó el Tratado de Paz con dicho país.

## Destierro y muerte

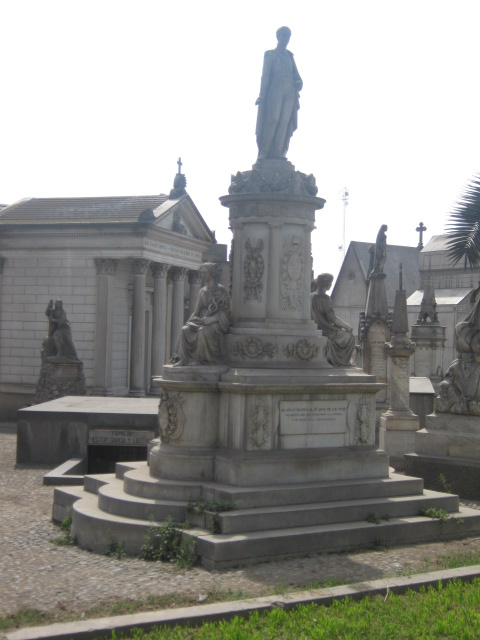
Restos de José de la Mar descansa, en el Cementerio Presbítero Matías Maestro.

La nave llevando al mandatario derrocado arribó a Puntarenas el día 23 de junio de 1829. De inmediato La Mar pasó a San José de Costa Rica donde fue recibido con honores y desde donde dirigió un oficio al Congreso del Perú, exponiéndole los atropellos y vejámenes a los que había sido víctima por obra de los golpistas. Luego se trasladó a Cartago donde fijo su residencia. Viudo y sin hijos, con la salud precaria y sin tener a ningún familiar cerca, el abatimiento le fue minando más que la edad. Envió poder para casarse con su sobrina carnal doña Ángela Elizalde, quien viajó en vano a reencontrarse con La Mar. El ilustre militar peruano expiró el 11 de octubre de 1830 en la ciudad de Cartago, a los 54 años de edad, sumido en la más negra melancolía. Año fatídico para los prohombres de la independencia, pues poco antes había sido asesinado Sucre y poco después moría Bolívar.
En 1834 el presidente peruano Luis José de Orbegoso inició los trámites para repatriar los restos de La Mar, lo que entonces no llegó a realizarse. En 1843 los restos fueron entregados a un marino alemán, Eduardo Wallerstein, quien los reclamó en nombre de la señora Francisca Otoya, de Piura. Dicha dama conservó los restos durante tres años para finalmente entregarlos al gobierno peruano, restos que, extrañamente, también eran reclamados por el gobierno ecuatoriano. El gobierno de Ramón Castilla organizó solemnes pompas fúnebres y depositó el féretro en el Cementerio General de Lima, donde se hizo un mausoleo (1847).  En su honor el Aeropuerto Mariscal Lamar de la ciudad de Cuenca, su ciudad natal, lleva su nombre.